# Вилхелм Канарис
Вилхелм Франц Канарис (Аплербек, 1. јануар 1887 — Логор Флосенбург, 9. април 1945) је био шеф немачке војне обавештајне службе, Абвера, током већег дела Другог светског рата.
Рођен је у Аплербеку, у Вестфалији. Ступио је у морнарицу 1905. и служио је као официр у Првом светском рату на СМС Дрезден у бици код Фолкландских острва (8. децембар 1914). Касније је био интерниран у Чилеу. Побегавши у августу 1915, вратио се кући. По повратку је награђен Гвозденим крстом и премештен у обавештајце. Прво је радио у Шпанији. Пошто британска завера за убиство није успела, вратио се у активну службу, и завршио рат као командант подморнице у Медитерану, са приписаних 18 потапања.
Остао је у војсци после рата, прво у фрајкорима (паравојне формације настале у Немачкој након пораза у Првом светском рату), а затим радећи за пост-версајску морнарицу. Вратио се обавештајном раду 1931, и након доласка на власт Адолфа Хитлера, постављен је за шефа Абвера, 1. јануара, 1935. Његово прво веће настојање је било да се заложи за интервенцију у Шпанском грађанском рату. Упркос напорима у организацији, радио је против Хитлера са генералштабом, противио се зверствима, и одавао обавештајне информације савезницима у бројним приликама. Учествовао је у планирању убиства Хитлера и преврата током рата. Директно је био умешан у покушајима преврата 1938. и 1939. а у марту 1943, је одлетео у Смоленск да би се срео са завереницима из штаба групе армија Центар.

## Други светски рат
Генерал-мајор Ханс Пикенброк, помоћник адмирала Канариса:
„Када сам се тог дана нашао у Канарисовој пратњи у Београду, рушевине су се још димиле. Ваздухом се вукао смрад паљевине. Видели смо лешеве које се распадају. Стотине мртвих, за које још нико није имао времена, лежале су около по улицама. Сретали смо људе, неке и рањене, отупеле од свега онога што су овде доживели. Животиње у зоолошком врту завијале су, а покоја је и одлутала. један озлеђени медвед вукао се дуж савске обале.
Канарис и његови пратиоци крстарили су градом уздуж и попреко, дубоко дирнути визијом разрушеног града. Вратили смо се у Земун, који нам је сада, поштеђен разарања, изгледао много лепши него иначе. Канарис се, после свега, сручио у столицу. Занемео је. Мислим да је био потресен визијом разрушеног града и ти није успевао да сакрије.”
Но, и поред тога адмирал Канарис није дошао у Београд како би разгледао рушевине, већ је дошао како би лично присуствовао оснивању „Истуреном месту Абвера у Београду” ~ Абверштеле-Београд. Абвер је у Београду запосео део болнице „Света Ана” на Дедињу.
Након 1942. Канарис је често посећивао Шпанију и вероватно је био у контакту са британским агентима из Гибралтара. Тврди се да је док је 1943. био у окупираној Француској, успоставио контакте са британским агентима и да је одведен је са повезом на очима у једну париску цркву, где се сусрео са шефом локалне британске обавештајне службе, пуковником Клодом Оливијеом. Наводно је Канарис желео да сазна услове за мир ако се Немачка отараси Хитлера. Черчилов одговор, послат му две недеље касније, је био прост: "Безусловна предаја".
Током Хајдриховог шефовања у Прагу догодио се до озбиљни инцидент због кога су он и Јанарис дошли у отворен сукоб. Хајдрих је захтевао да Канарс стави Абвер под контролу СД и СС. Канарис је наочиглед устукнуо и дипломатски решио ситуацију, али тада није било директних последица по Абвер. Заправо, Канарис је успоставио још две везе са МИ6—једну преко Цириха, а други преко Шпаније и Гибралтара. Могуће да су ватикански контакти пружили и трећу везу до његових британских колега.

## Пад и смрт
Докази да Канарис игра двоструку игру су се нагомилавали и на инсистирање Хајнриха Химлера, Хитлер га је разрешио команде у фебруару 1944, заменивши га са Валтером Шеленбергом и припојивши већи део Абвера СД-у. Касније те године је стављен у кућни притвор, што га је спречило да учествује у Јулској завери. Гестапо је открио доказе који су га повезивали са завером, и он је убијен - спорим дављењем у концентрационом логору Флосенбург заједно са Хансом Остером, Карлом Саком, Дитрихом Бонхефером, и Лудвигом Гереом - неколико недеља пре краја Другог светског рата.